# Чемпіонат Європи з баскетболу серед жінок 2017 (кваліфікація)
Кваліфікаційний відбір до жіночого чемпіонату Європи з баскетболу 2017 в якому брали участь 33 національні збірні. Які вибороли 15 путівок, господарки чешки здобули це право автоматично.
До фінальної частини першості безпосередньо кваліфікується переможець групи. Також путівку на чемпіонат отримають 6 кращих збірних, що посіли у своїй групі 2-е місце. Ігри в групах пройшли з 21 листопада 2015 по 23 листопада 2016.

## Жеребкування
Жеребкування кваліфікації відбулося 4 липня 2014 року в Мюнхені.
| Кошик 1                                                                                       | Кошик 2                                                                                | Кошик 3 | Кошик 4                                                                           |
| --------------------------------------------------------------------------------------------- | -------------------------------------------------------------------------------------- | --- | --------------------------------------------------------------------------------- |
| - Сербія - Франція - Іспанія - Білорусь - Туреччина - Росія - Чорногорія - Литва - Словаччина | - Греція - Хорватія - Латвія - Швеція - Італія - Україна - Угорщина - Польща - Румунія | - Велика Британія - Бельгія - Словенія - Португалія - Болгарія - Ізраїль - Німеччина - Естонія - Фінляндія | - Нідерланди - Люксембург - Швейцарія - Боснія і Герцеговина - Албанія - Ісландія |

- Збірні, що отримали право виступу на Євробаскет 2017 виділені жирним.

## Підсумкові таблиці

### Група A
| Поз | Команда  | І | В | П | ОЗ  | ОП  | РГ  | О | Кваліфікація     |
| --- | -------- | - | - | - | --- | --- | --- | - | ---------------- |
| 1   | Словенія | 4 | 3 | 1 | 283 | 246 | +37 | 7 | Чемпіонат Європи |
| 2   | Латвія   | 4 | 3 | 1 | 280 | 278 | +2  | 7 | Чемпіонат Європи |
| 3   | Литва    | 4 | 0 | 4 | 261 | 300 | −39 | 4 |                  |

Матчі: Словенія 135–128 Латвія.

### Група B
| Поз | Команда    | І | В | П | ОЗ  | ОП  | РГ   | О  | Кваліфікація     |
| --- | ---------- | - | - | - | --- | --- | ---- | -- | ---------------- |
| 1   | Франція    | 6 | 6 | 0 | 463 | 321 | +142 | 12 | Чемпіонат Європи |
| 2   | Хорватія   | 6 | 3 | 3 | 426 | 396 | +30  | 9  |                  |
| 3   | Нідерланди | 6 | 3 | 3 | 367 | 402 | −35  | 9  |                  |
| 4   | Естонія    | 6 | 0 | 6 | 297 | 434 | −137 | 6  |                  |

Матчі: Хорватія 138–133 Нідерланди

### Група C
| Поз | Команда         | І | В | П | ОЗ  | ОП  | РГ   | О  | Кваліфікація     |
| --- | --------------- | - | - | - | --- | --- | ---- | -- | ---------------- |
| 1   | Італія          | 6 | 5 | 1 | 452 | 300 | +152 | 11 | Чемпіонат Європи |
| 2   | Чорногорія      | 6 | 4 | 2 | 480 | 344 | +136 | 10 | Чемпіонат Європи |
| 3   | Велика Британія | 6 | 3 | 3 | 454 | 367 | +87  | 9  |                  |
| 4   | Албанія         | 6 | 0 | 6 | 264 | 639 | −375 | 6  |                  |

### Група D
| Поз | Команда    | І | В | П | ОЗ  | ОП  | РГ   | О  | Кваліфікація     |
| --- | ---------- | - | - | - | --- | --- | ---- | -- | ---------------- |
| 1   | Україна    | 6 | 6 | 0 | 492 | 372 | +120 | 12 | Чемпіонат Європи |
| 2   | Сербія     | 6 | 4 | 2 | 540 | 378 | +162 | 10 | Чемпіонат Європи |
| 3   | Німеччина  | 6 | 2 | 4 | 422 | 419 | +3   | 8  |                  |
| 4   | Люксембург | 6 | 0 | 6 | 269 | 554 | −285 | 6  |                  |

### Група E
| Поз | Команда    | І | В | П | ОЗ  | ОП  | РГ  | О  | Кваліфікація     |
| --- | ---------- | - | - | - | --- | --- | --- | -- | ---------------- |
| 1   | Угорщина   | 6 | 5 | 1 | 417 | 344 | +73 | 11 | Чемпіонат Європи |
| 2   | Словаччина | 6 | 4 | 2 | 391 | 305 | +86 | 10 | Чемпіонат Європи |
| 3   | Ісландія   | 6 | 2 | 4 | 353 | 429 | −76 | 8  |                  |
| 4   | Португалія | 6 | 1 | 5 | 293 | 376 | −83 | 7  |                  |

### Група F
| Поз | Команда   | І | В | П | ОЗ  | ОП  | РГ   | О  | Кваліфікація     |
| --- | --------- | - | - | - | --- | --- | ---- | -- | ---------------- |
| 1   | Росія     | 6 | 6 | 0 | 433 | 312 | +121 | 12 | Чемпіонат Європи |
| 2   | Греція    | 6 | 4 | 2 | 439 | 325 | +114 | 10 | Чемпіонат Європи |
| 3   | Болгарія  | 6 | 2 | 4 | 342 | 420 | −78  | 8  |                  |
| 4   | Швейцарія | 6 | 0 | 6 | 291 | 448 | −157 | 6  |                  |

### Група G
| Поз | Команда  | І | В | П | ОЗ  | ОП  | РГ  | О | Кваліфікація     |
| --- | -------- | - | - | - | --- | --- | --- | - | ---------------- |
| 1   | Бельгія  | 4 | 3 | 1 | 315 | 261 | +54 | 7 | Чемпіонат Європи |
| 2   | Білорусь | 4 | 2 | 2 | 272 | 265 | +7  | 6 | Чемпіонат Європи |
| 3   | Польща   | 4 | 1 | 3 | 251 | 312 | −61 | 5 |                  |

### Група H
| Поз | Команда              | І | В | П | ОЗ  | ОП  | РГ  | О  | Кваліфікація     |
| --- | -------------------- | - | - | - | --- | --- | --- | -- | ---------------- |
| 1   | Туреччина            | 6 | 5 | 1 | 405 | 333 | +72 | 11 | Чемпіонат Європи |
| 2   | Ізраїль              | 6 | 4 | 2 | 411 | 397 | +14 | 10 |                  |
| 3   | Румунія              | 6 | 2 | 4 | 358 | 401 | −43 | 8  |                  |
| 4   | Боснія і Герцеговина | 6 | 1 | 5 | 394 | 437 | −43 | 7  |                  |

### Група I
| Поз | Команда   | І | В | П | ОЗ  | ОП  | РГ   | О | Кваліфікація     |
| --- | --------- | - | - | - | --- | --- | ---- | - | ---------------- |
| 1   | Іспанія   | 4 | 4 | 0 | 326 | 196 | +130 | 8 | Чемпіонат Європи |
| 2   | Швеція    | 4 | 2 | 2 | 250 | 262 | −12  | 6 |                  |
| 3   | Фінляндія | 4 | 0 | 4 | 193 | 311 | −118 | 4 |                  |